# Novotroick
Novotroick je grad u Orenburškoj oblasti u Rusiji. Nalazi se na desnoj obali rijeke Urala, na granici s Kazahstanom. Od Orenburga je udaljen 276 km. Prema popisu iz 2008. godine, grad je imao 102.214 stanovnika.
U području Novotroicka djeluje 20 velikih i srednjih poduzeća, koja zapošljavaju više od 30 tisuća ljudi. Gospodarstvo grada u velikoj mjeri određuje industrija (posebice čelična), koja čini 95,8% od ukupno proizvedenih dobara i usluga.

## Vanjske poveznice
- Službena stranica (rus.)